# Phoenix Rising
Phoenix Rising – DVD dokumentujące niespokojny, ostatni rok w karierze Deep Purple przed jego rozpadem w 1976. Album wydany został w roku 2011.
Ten japoński film zawiera 5 utworów z koncertu z Budokan Hall zarejestrowanego 15 grudnia 1975 i wydanego w roku 1977 w Japonii jako Last Concert in Japan oraz w roku 2001 jako This Time Around: Live in Tokyo. Film zarejestrowano kamerą na taśmie 16 mm, w związku z tym jakość video była przeciętna, mimo to przez wiele lat film krążył jako bootleg wśród kolekcjonerów i fanów zespołu. W końcu, po ponad 36 latach koncert został zremasterowany z oryginalnego 31-minutowego filmu i wydany jako bonus na płycie blu-ray Phoenix Rising, z dźwiękiem stereo oraz nowym miksem 5.1 surround.
Wydanie combo (CD+DVD) zawiera nowe, ekskluzywne wywiady z Glennem Hughesem i założycielem zespołu Jonem Lordem, który odkrywa problemy dręczące zespół podczas ich światowych tournée: śmierć, narkotyki i wyniszczenie, które doprowadziło do ich ostatecznego rozpadu. Zarchiwizowany materiał filmowy z tournée zawiera wywiady z Tommym Bolinem, Davidem Coverdalem i Ianem Paicem oraz ciekawy i nigdy wcześniej nie wydany materiał filmowy z koncertu, który zawiera klasyki takie jak: "Smoke On The Water", "Burn" i "Highway Star" oraz wersje koncertowe utworów "Love Child" i "You Keep on Moving" z linii Mk IV, z albumu Come Taste the Band, nie wydane wcześniej na filmie Rises Over Japan. Kolejnym interesującym wydarzeniem tego niezwykłego dokumentu jest film z początku tournée po Hawajach, przez Nową Zelandię i Australię, oraz niedawno odkryte coup de grâce zespołu, będące niepublikowanym wcześniej materiałem filmowym z niesławnych koncertów w Dżakarcie, w Indonezji.

## Lista utworów

### DVD i BluRay
Rises Over JapanKoncert
1. "Burn" 6:30 (Ritchie Blackmore, David Coverdale, Glenn Hughes, Jon Lord, Ian Paice)
2. "Love Child" 4:14 (Tommy Bolin, Coverdale)
3. "Smoke on the Water" 6:16 (Blackmore, Ian Gillan, Roger Glover, Lord, Paice)
4. "You Keep on Moving" 6:24 (Coverdale, Hughes)
5. "Highway Star" 6:26 (Blackmore, Gillan, Glover, Lord, Paice)

Gettin' TighterNieopowiedziana historia światowego tournée Mk IV 1975/1976 (81:37);
ExtrasDżakarta, grudzień 1975 – Wywiad z Jonem Lordem i Glennem Hughesem (6:46);
Come Taste the Band – Dodatkowe materiały nie wykorzystywane w dokumencie (18:36).

### CD i 2LP
1. "Burn" (8:09 Longbeach)
2. "Getting Tighter" (15:04 Japonia)
3. "Love Child" (4:23 Japonia)
4. "Smoke on the Water" (zawiera "Georgia on My Mind") (9:29 Japonia)

1. "Lazy" (zawiera solo na perkusji) (11:41 Japonia)
2. "Homeward Strut" (5:44 Longbeach)
3. "You Keep on Moving" (5:44 Japonia)
4. "Stormbringer" (9:49 Longbeach)

- Utwory zarejestrowane w Japonii pochodzą z albumu This Time Around: Live in Tokyo
- Utwory zarejestrowane w Longbeach pochodzą z albumu King Biscuit Flower Hour Presents: Deep Purple in Concert

## Wykonawcy
- David Coverdale – śpiew
- Tommy Bolin – gitara, śpiew
- Glenn Hughes – gitara basowa, śpiew
- Jon Lord – instrumenty klawiszowe, organy, backing vocals
- Ian Paice – perkusja, instrumenty perkusyjne